# Hierarchisches Speichermanagement
Ein hierarchisches Speichermanagement (kurz HSM) ist eine Systemkomponente, die Dateien, auf welche über längere Zeit nicht zugegriffen wurde, auf ein Speichermedium auslagert, das auf einer niedrigeren Stufe der Speicherhierarchie steht, d. h. eine größere Zugriffszeit besitzt. Ein solches Speichermedium kann beispielsweise ein Magnetband oder ein optisches Speichermedium sein. Langsamere Speichermedien, auch Massenspeicher genannt, werden hier eingesetzt, weil sie bei gleichem Speichervolumen weniger kosten.
Versucht ein Benutzer, auf eine solche Datei zuzugreifen, so wird die Datei vom langsamen Speichermedium erst wieder auf das schnellere Speichermedium kopiert, dieser Prozess wird als Recall bezeichnet.
Hierarchisches Speichermanagement wird häufig in Kombination mit elektronischen Archiv-, Dokumentenmanagement., Enterprise-Content-Management- und Datensicherungs-Systemen eingesetzt. Eine Weiterentwicklung des hierarchischen Speichermanagements ist das Informationslebenszyklusmanagement (ILM), das die Daten je nach ihrem Wert nach einem Regelwerk auf das jeweils günstigste Speichermedium verschiebt.

## HSM unter z/OS
Das Verfahren wird insbesondere im Großrechner-Bereich eingesetzt. Zum Beispiel besitzt z/OS eine Systemkomponente, die als Hierarchical Storage Manager, kurz HSM, bezeichnet wird, die solches hierarchische Speichermanagement betreibt. HSM kann Dateien auch auf zwei Migrationsstufen auslagern. Auf der ersten Stufe speichert es die Datei komprimiert auf einer preiswerten Festplatte, auf der zweiten Stufe lagert es auf ein Magnetband oder einen Virtual Tape Server aus.
Außerdem kann die Zeitspanne, die HSM bis zur Auslagerung einer Datei verstreichen lässt, nach Vorgabe des Systemprogrammierer von bestimmten Parametern (Management Class, Name, Größe etc.) abhängen.

## HSM unter Unix
Für das Unix-Derivat AIX von IBM ist HSM als Tivoli Storage Manager for Space Management für das JFS2- und das Cluster-Dateisystem GPFS verfügbar. Dieses Produkt gibt es auch für Linux (mit GPFS), Solaris und HP-UX, es ist eng in das Backup- / Archive-Produkt derselben TSM-Produktfamilie integriert.
Für Solaris von Sun Microsystems ist die HSM-Implementierung SAM-QFS verfügbar, diese stellt ein HSM-System auf Dateisystem-Basis bereit. Es erlaubt, bis zu vier Medien-Kopien anzulegen, um die Gefahr des Datenverlustes durch defekte Medien zu minimieren.
Für Linux gibt es von SGI das HSM DMF, das kommerziell vertrieben wird.
Die Firma Grau Data aus Schwäbisch Gmünd bietet mit dem Grau Archive Manager eine HSM-Lösung mit Archivfunktion für Windows und Linux an. Das System setzt auf den jeweiligen nativen Dateisystemen (NTFS bzw. ext3) auf. Grau Data hat eine Open-Source-Version des GAM unter dem Namen OPENARCHIVE veröffentlicht. Damit ist sichergestellt, dass die einmal archivierten Daten auch für immer lesbar bleiben.

## Vorteile von HSM
Der Einsatz von HSM lohnt sich, weil es preiswertere Massenspeicher zur Aufbewahrung von Datenbeständen, die über einen längeren Zeitraum nicht benötigt werden, nutzt. Der Anwender muss hierbei fast keinen Komfortverlust hinnehmen, da die Datenbestände automatisch rückgesichert werden, wenn auf diese zugegriffen wird.